# Нубийские рукописи

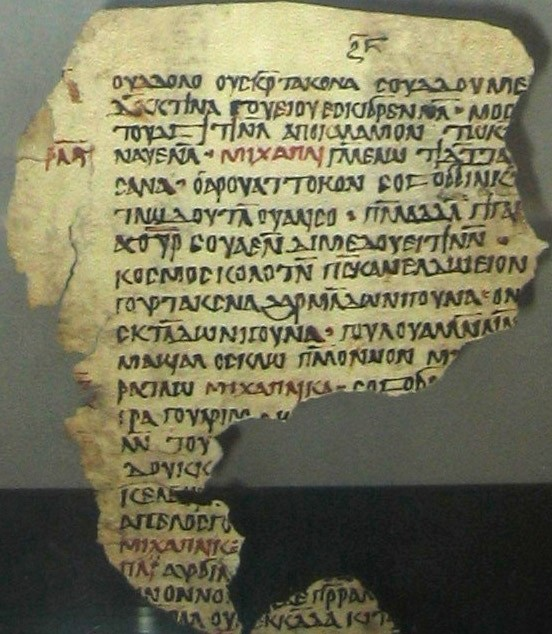
Рукопись на древненубийском языке с переводом текста из Liber Institutionis Michaelis Archangeli, рубеж IX—X веков. Найдена в Каср Ибрим.

Нубийские рукописи  — тексты библейской и церемониальной тематики, записанные на литургических языках нубийского христианства.
Рукописи написаны греческих алфавитом на древнегреческом и нубийском языках, а в более поздние периоды также на коптском языке. Основным материалом, на котором записывали тексты, был папирус. Пергамент, несмотря на то, что он был более распространённым в религиозной практике того периода, появлялся гораздо реже, а бумага совершенно не использовалась на этих территориях до XII века включительно. Рукописи из Нубии являются одним из основных источников для исследования евхаристической литургии в нубийском христианстве.
Среди важных находок рукописных источников следует отметить коллекцию из собора в Каср Ибрим в северной Нубии, где в 1964-65 годы было найдено более 100 фрагментов порванных и обгоревших книг. Как утверждают исследователи, разрушение собора и находящегося в нем имущества совершили мусульмане, которые занимали город в 1171—1173 годы. Среди уцелевших фрагментов, сохранившихся, главным образом, в виде отдельных страниц, преобладают тексты на нубийском и греческом языках. По содержанию это богослужебные книги, сборники проповедей или гимнов, а также агиографические тексты. На основе палеографических исследований установлено, что книги были созданы на рубеже X—XI веков.
Другим важным литургическим текстом является фрагмент лекционария на нубийском языке, содержащий чтения на период с 20 по 26 декабря. Рукопись имеет вид тетради из 16 страниц, сильно поврежденных механически. Каждая перикопа содержит выдержку из Евангелия и Апостольских посланий. Рукопись была куплена в Каире в 1906 году. Она происходит, вероятно, из одного из монастырей в Верхнем Египте, а её предварительное исследование позволяет предположить, что она была создана в X—XI веке.
Схожий характер имеют сильно пострадавшие рукописи, найденные немецкой археологической экспедицией в церкви на острове Суннарти. В основном, это фрагменты написанного по-гречески литургического текста и уничтоженного нубийского лекционария, датированного XI веком.

## Роль рукописей в реконструкции хода литургии в нубийском христианстве
Если литургические функции отдельных частей храма и находящейся в нём утвари восстановить относительно просто, то ход церемониальной литургии воспроизвести сложно из-за небольшого количества сохранившихся источников. Найденные во время археологических работ, рукописи сохранились лишь только фрагментарно. Кроме того, как отмечает Тадеуш Голговский (пол. Tadeusz Gołgowski), только очень небольшая часть из найденных литургических текстов нубийского христианства дождалась публикации. По этой причине, этот вопрос всё ещё является областью, требующей дальнейшего изучения.
На основании сохранившихся письменных источников можно с высокой степенью уверенности предполагать, что основным и хронологически первым языком литургии был греческий язык, которым записаны инициалы книг. Использование этого языка в качестве языка духовенства и слоёв власти подтверждается в сообщениях летописей христианских и мусульманских авторов. Наряду с греческим в литургии также был важным нубийский язык, выполнявший функцию вспомогательного языка. Эту роль подтверждают сохранившиеся фрагменты книг, в которых находятся многочисленные переводы греческих текстов на нубийский, что позволяет предположить, что со временем греческий как язык элиты был постепенно вытеснен нубийским языком, более популярным среди масс и быстро развивающим письменность. Хотя первые сохранившиеся тексты, написанные на нубийском языке, появляются только с VIII века, можно предположить, что его история, вероятнее всего, гораздо дольше.
Надписи в храмах и немногие сохранившиеся нубийские рукописи указывают на то, что церковные библиотеки в культурных и политических центрах, таких как Каср Ибрим, Фарас или Донгола, обладали не только широко распространенными богослужебными текстами и библейскими рукописями, но и произведениями, касающимися канонического права, жития святых и церковной риторики. На основе дошедших до нас рукописей можно сделать вывод, что нубийцы не только не копировали существующие литургические тексты других обрядов восточной христианства, но и вводили характерные для своего обряда модификации, заключающиеся в сокращении и упрощении текстов к потребностям собственной литургии и добавлении особенностей, которые нигде больше не встречаются. Джефри Каминг (англ. Geoffrey F. Cuming), автор диссертации по греческой литургии апостола Марка, считает даже, что в Нубии мог существовать совершенно другой вариант проведения этого обряда. Наиболее старые богослужебные рукописи указывают, например, что литургия оглашенных после торжественного входа духовенства и верующих в церковь была сосредоточена вокруг литургических чтений, перемежающихся песнопениями и молитвами. Однако позже вводит в место торжественного входа ряд других подготовительных действий, о чем свидетельствуют записи в книгах.